# Til It Happens to You
«Til It Happens to You» —en español, «Hasta que te suceda a ti»— es una canción interpretada por la cantante y compositora estadounidense Lady Gaga, escrita por ella y Diane Warren e incluida como tema principal de la banda sonora del documental The Hunting Ground (2015). El sello Interscope Records la lanzó como sencillo a lo largo del mundo el 18 de septiembre de 2015, y simultáneamente se publicó el videoclip correspondiente, dirigido por Catherine Hardwicke. De acuerdo con Warren y Gaga, «Til It Happens to You» es una canción sentimental que narra lo difícil que puede llegar a ser superar determinadas situaciones de la vida. El dinero que se recaudó con las ventas, fue donado a distintas organizaciones que brindan apoyo a las víctimas de abuso sexual, principalmente en los Estados Unidos.

## Antecedentes y composición

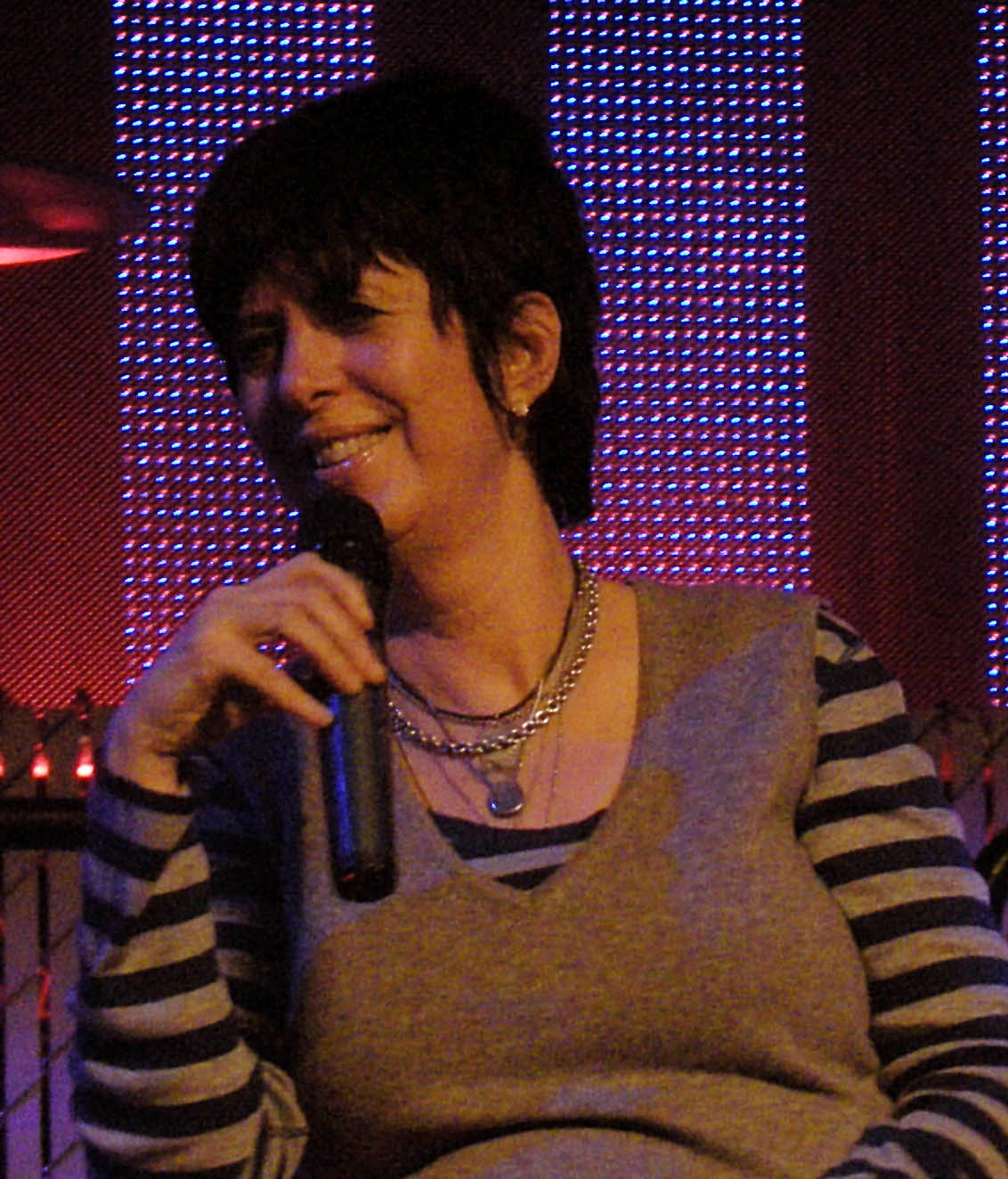
Diane Warren, una de las compositoras de la canción.

Durante las grabaciones de The Hunting Ground, el director Kirby Dick y el productor Amy Ziering plantearon la idea de conseguir a un artista de gran índole para la banda sonora con la finalidad de generar promoción. La compositora Diane Warren fue comunicada en una reunión junto al productor ejecutivo y escribió la canción basándose en las escenas que había visto casi un año antes del lanzamiento del filme. Posteriormente, en diciembre de 2014 se reunió con Lady Gaga, quien grabó la canción y ayudó a componerla, además de haberla producido. Sobre el proceso, Warren dijo a Billboard:

«Escuché acerca del filme y de verdad me llegó, y Lady Gaga tuvo algunas experiencias parecidas que podría relatar. Gaga es una de las artistas más talentosas con las que he trabajado en mi vida y estoy emocionada por hacer más cosas con ella. Hay muchos niveles en la canción. Hay partes muy vulnerables y a veces se siente algo muy imponente, especialmente por la forma en que Gaga la canta. El primer verso es vulnerable, "¿me dices que mejorará?", y el segundo verso viene y se construye: "¿En serio? ¿Mejorará? No. No lo sabrás hasta que te suceda a ti"».

Warren añadió además que la canción tiene un sentido universal, y no se limita solo al abuso sexual, sino a cualquier situación dura de la vida. Por su parte, Gaga comentó que es muy personal, debido a que fue víctima de asalto sexual cuando era más joven. Musicalmente, «Til It Happens to You» es una balada pop con composición orquestral usando diversos instrumentos de cuerda, cuyo mensaje ha sido descrito como «inspirador y emocional». A lo largo de la letra, se narra que un tercero sugiere que cualquier situación mejorará con el tiempo, pero quien canta replica diciendo que algunas ocurrencias deben ser vividas para conocer lo que se siente. Sobre el proceso de composición de la música, Warren explicó que originalmente la canción contenía otros versos y estaba escrita en la tonalidad de re menor, y Gaga decidió cambiar fragmentos de la letra y mover la tonalidad a fa menor argumentando que la canción original sonaba «demasiado country» para lo que se estaba buscando; Warren aceptó a la petición y «Til It Happens to You» tuvo que ser regrabada con la nueva letra y tono.

## Vídeo musical

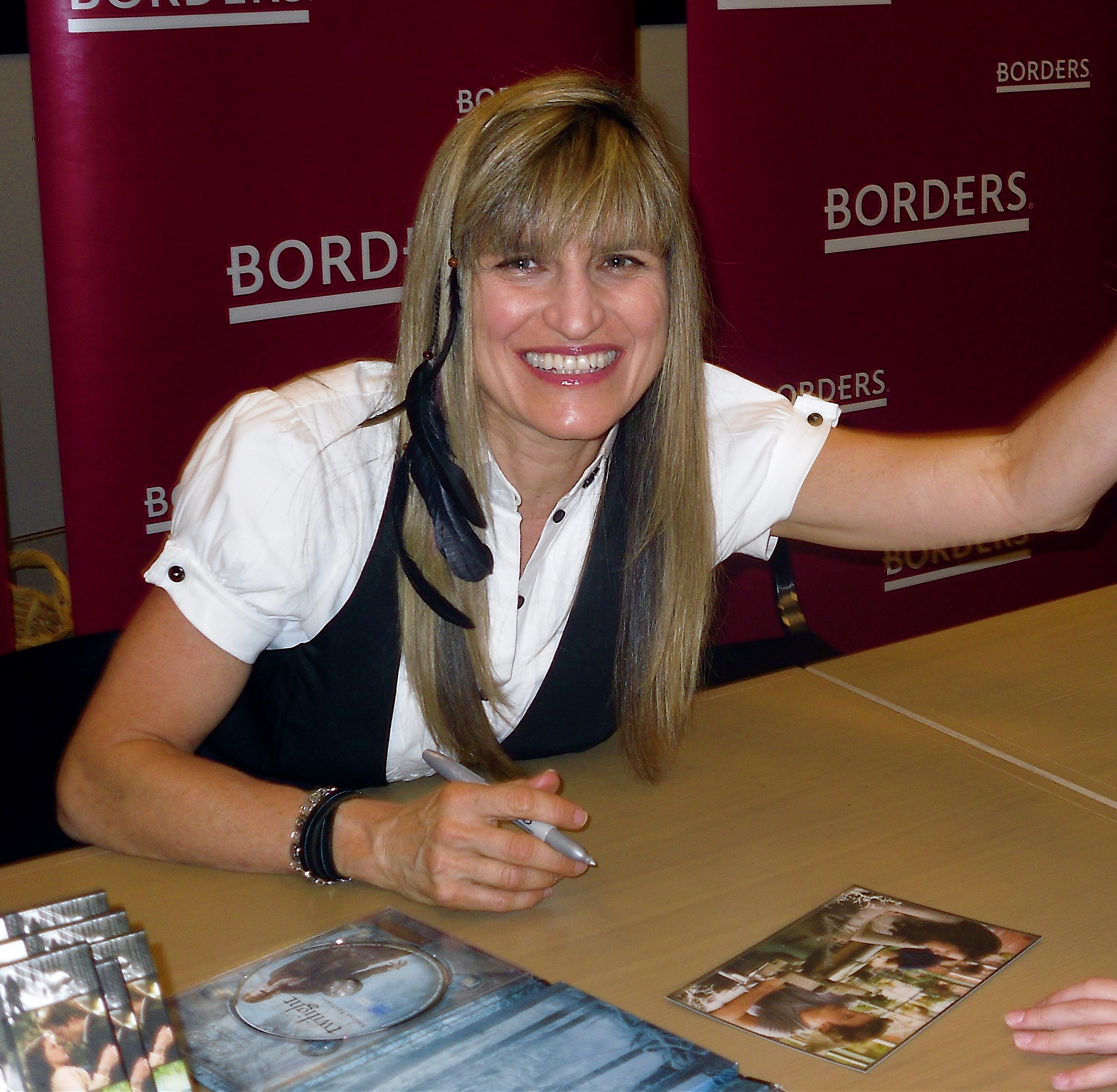
Catherine Hardwicke, directora del videoclip.

En agosto de 2015, se anunció que sería lanzada un videoclip para la canción dirigido por Catherine Hardwicke que serviría como anuncio público para generar consciencia sobre el abuso sexual en instituciones escolares. The Hollywood Reporter anticipó que se trataría de un clip en blanco y negro que relataría la historia de diversas adolescentes que el público podría entender fácilmente. La directora declaró: «No puedes ver el documental sin gritar frente a la pantalla. Tratamos de capturar esa esencia en un corto simplificado con una voz poderosa que llama a la acción». El 18 de septiembre, simultáneamente con el lanzamiento de la canción, fue publicado el videoclip oficial en la cuenta de VEVO de la intérprete. En este se narra la historia de cinco adolescentes que son abusadas sexualmente en su internado y poco a poco comienzan a mostrar decadencia psicológica, hasta que reciben ayuda de otros compañeros, que las alientan a seguir adelante y conseguir apoyo. A lo largo del videoclip, se muestran distintos mensajes como «a veces me odio», «créeme» y «me escucharás»; igualmente, otros avisos como el número telefónico para reportar abusos y los créditos del vídeo también son mostrados. Algunas de las actrices que participaron fueron Nikki Reed y Kiersey Clemons.
El mensaje fue bien recibido por los críticos, quienes dieron opiniones favorables sobre la narrativa. Radhika Sanghani de The Telegraph afirmó que todos los escenarios son «realistas», porque muestra que una víctima es vulnerable en cualquier parte, sin importar ninguna condición. Corinne Heller de E! aseguró que Gaga fue la indicada para interpretar el tema principal, porque da credibilidad a la cinta al ser ella una víctima real de violación. Describió el vídeo como «gráfico, emocional y duro de ver», destacando también su «fuerte mensaje». Christopher Rosen de Entertainment Weekly dijo que es «poderoso, inquietante y emocional». Por otra parte, Alex Rees de Cosmopolitan expresó que aunque puede contener escenas «incómodas», estas ayudan a que el espectador se de cuenta de la realidad.

## Semanales
| Canadá         | Canadian Hot 100      | 46 |
| España         | Top 50 Canciones      | 29 |
| Estados Unidos | Billboard Hot 100     | 95 |
| Estados Unidos | Dance/Club Play Songs | 1  |
| Finlandia      | Finnish Singles Chart | 21 |
| Francia        | French Singles Chart  | 46 |

## Premios y nominaciones
«Til It Happens to You» ha sido considerada para varios premios de distintas organizaciones; a continuación, una lista de los mismos:
| Año  | Premiación                                | Categoría                                       | Resultado | Ref.   |
| ---- | ----------------------------------------- | ----------------------------------------------- | --------- | ------ |
| 2015 | Denver Film Critics Association Awards    | Mejor canción                                   | Nominado  | [ 19 ] |
| 2015 | Georgia Film Critics Association Awards   | Mejor canción                                   | Nominado  | [ 20 ] |
| 2015 | Hollywood Music in Media Awards           | Mejor canción en un documental                  | Ganador   | [ 21 ] |
| 2015 | Premios de la Crítica Cinematográfica     | Mejor canción                                   | Nominado  | [ 22 ] |
| 2015 | Premios Satellite                         | Mejor canción original                          | Ganador   | [ 23 ] |
| 2015 | St. Louis Film Critics Association Awards | Mejor canción                                   | Nominado  | [ 24 ] |
| 2016 | Premios Grammy                            | Mejor canción escrita para un medio audiovisual | Nominado  | [ 25 ] |
| 2016 | Premios Óscar                             | Mejor canción original                          | Nominado  | [ 26 ] |
| 2016 | Los Angeles Italia Fest                   | Canción del año                                 | Ganador   | [ 27 ] |
| 2016 | iHeartRadio Music Awards                  | Mejor canción para una película                 | Ganador   | [ 28 ] |
| 2016 | Premios Emmy                              | Mejor música y letra original                   | Ganador   | [ 29 ] |